# Штангей Володимир Фокович
Володи́мир Фо́кович Штанге́й (*1895, с. Мошурів (нині Тальнівський район Черкаської області) — †3 листопада 1937, Сандармох, Карелія, СРСР) — український письменник доби Розстріляного відродження.
Жертва сталінського терору.

## Біографія
Родом із с. Мошурів Уманського повіту Київської губернії (нині Тальнівський район Черкаської області), українець.
У 1913-14 роках навчався в Катеринославському землемірному училищі.
У Першу світову війну 1914–1918 рр. Володимир Штангей служив рядовим 188-го Карського полку. За списом втрат цього полку – пропав без звістки.
Бувши в німецькому полоні за першої світової війни, друкував перші оповідання у видавництві Союзу визволення України («Громадська думка» та ін.), за часів совєцької окупації належав до літературної організації «Плуг». Був членом ВКП(б), мав вищу освіту, працював заввідділу масової і політичної роботи клубу ім. Блакитного, проживав у Харкові.
Окремими виданнями вийшли книжки оповідань:
- «Батрачка» (1927),
- «Злочин у степу»,
- «Образа» (1929),
- «Золотий»,
- «Межа» (1930),
- «Один день»,
- «Удруге народжені» (1931),
- «На землі»,
- «Том новел» (1932),
- «Один день» (1933).

Заарештований 6 грудня 1934 р. у справі «боротьбистської контрреволюційної організації». Виїзною сесією Військової колегії Верховного суду СРСР у м. Києві 27—28 березня 1935 р. засуджений за ст. 54-8-11 КК УСРР на 10 років позбавлення волі. Відбував покарання у Соловках, працював на складі частини постачання, навчався на курсах лікпомів. Особливою трійкою УНКВД ЛО 9 жовтня 1937 р. засуджений до найвищої кари. Розстріляний: 3 листопада 1937 р. в Карелії (Сандармох).
Реабілітований посмертно — Військовою колегією Верховного суду СРСР (04.08.1956).